# Хепберг
Хепберг (њем. Hepberg) општина је у њемачкој савезној држави Баварска. Једно је од 30 општинских средишта округа Ајхштет. Према процјени из 2010. у општини је живјело 2.472 становника. Посједује регионалну шифру (AGS) 9176131.

## Географски и демографски подаци
Хепберг се налази у савезној држави Баварска у округу Ајхштет. Општина се налази на надморској висини од 441 метра. Површина општине износи 4,2 km². У самом мјесту је, према процјени из 2010. године, живјело 2.472 становника. Просјечна густина становништва износи 594 становника/km².